# Enrico Benedetti
Enrico Benedetti (Cortina d'Ampezzo, 16 agosto 1940 – 21 dicembre 1996) è stato un hockeista su ghiaccio italiano.
Giocatore della Sportivi Ghiaccio Cortina, ha preso parte ai Giochi Olimpici invernali di Innsbruck 1964.